# Église Saint-Georges d'Urschenheim
L'église Saint-Georges est un monument historique situé à Urschenheim, dans le département français du Haut-Rhin.

## Localisation
Ce bâtiment est situé Grand-Rue à Urschenheim.

## Historique
Une chapelle à nef unique et tour-chœur est construite sur le site à la fin du XIIe siècle. Peu de travaux sont mentionnés par la suite, à l’exception d’une possible reconstruction partielle de la nef en 1760. L’édifice devient église paroissiale au début du XIXe siècle, mais la croissance de la communauté religieuse devient peu à peu un problème au vu des dimensions de l’église.
Le projet d’agrandir l’église est évoqué dès 1836, mais la première pierre n’est posée que le 27 juillet 1840. Seule la tour est conservée, tandis qu’une nouvelle nef est construite. Les travaux s’achèvent en 1842, puis l’édifice est classé au titre des monuments historiques en 1895,. 
Le 30 janvier 1945, l’église est touchée pendant un bombardement, entraînant notamment la destruction des vitraux. Son état au début des années 1950 amène l’abbé Vetter, curé de la paroisse, à entreprendre sa réfection, avec comme parti pris d’utiliser le style contemporain,. Il fait ainsi appel à l’artiste Léon Zack, avec lequel il conçoit seul le programme, sans consulter ni la commune ni les paroissiens. Cette approche n’est pas sans générer des tensions, d’autant qu’elle implique la destruction ou la dissimulation des décors et du mobilier antérieurs.
La nef et le chœur sont encore rénovés entre 1988 et 1989, ainsi que l’extérieur de la tour et sa toiture en 1994.

## Architecture
L’église est composée d’une nef unique de cinq travées plafonnées, prolongée par un chœur semi-circulaire. Une sacristie est accolée au chœur du côté sud, à côté de la tour qui est accolée au sud de la première travée de la nef. Cette tour comporte cinq niveaux, les quatre premiers datant encore de l’église de la deuxième moitié du XIIe siècle, tandis que le dernier est une adjonction du XIXe siècle. Son premier niveau jouait à l’origine le rôle de chœur ; il est voûté d’arêtes retombant sur des colonnes à chapiteaux cubiques et orné de fresques romanes. Le troisième niveau ouvre sur l’extérieur par des baies géminées typiques également de l’époque romane avec leurs arcs en plein-cintre et leurs colonnettes octogonales.

## Mobilier

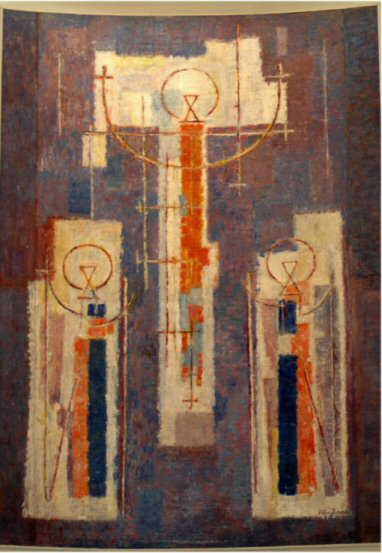
Léon Zack, L’Ascension, 1952.

Les neuf verrières datent de 1957 et ont été réalisées par l’atelier d’Albert Gerrer sur un carton de Léon Zack. Elles ont toutes le même motif géométrique à base de segments de cercles, mais les couleurs diffèrent selon l’emplacement : jaune et rouge dans la nef, violet et jaune dans le chœur,.
L’ancien autel a été conservé lors des travaux des années 1950, mais avancé dans le chœur et privé de son décor peint, dissimulé par un antependium. Celui-ci a été réalisé par l’atelier Passe-Lequesne sur un carton de Léon Zack et est orné de dessins dans les mêmes tons violet et jaune que les vitraux du chœur. L’autel est surplombé par une grande toile de Zack représentant l’ascension et encadré de part et d’autre par deux pierres dressées sur lesquelles ont été gravées par Zack saint Arbosgast pour l’une et sainte Odile pour l’autre.